# Cnemiornis

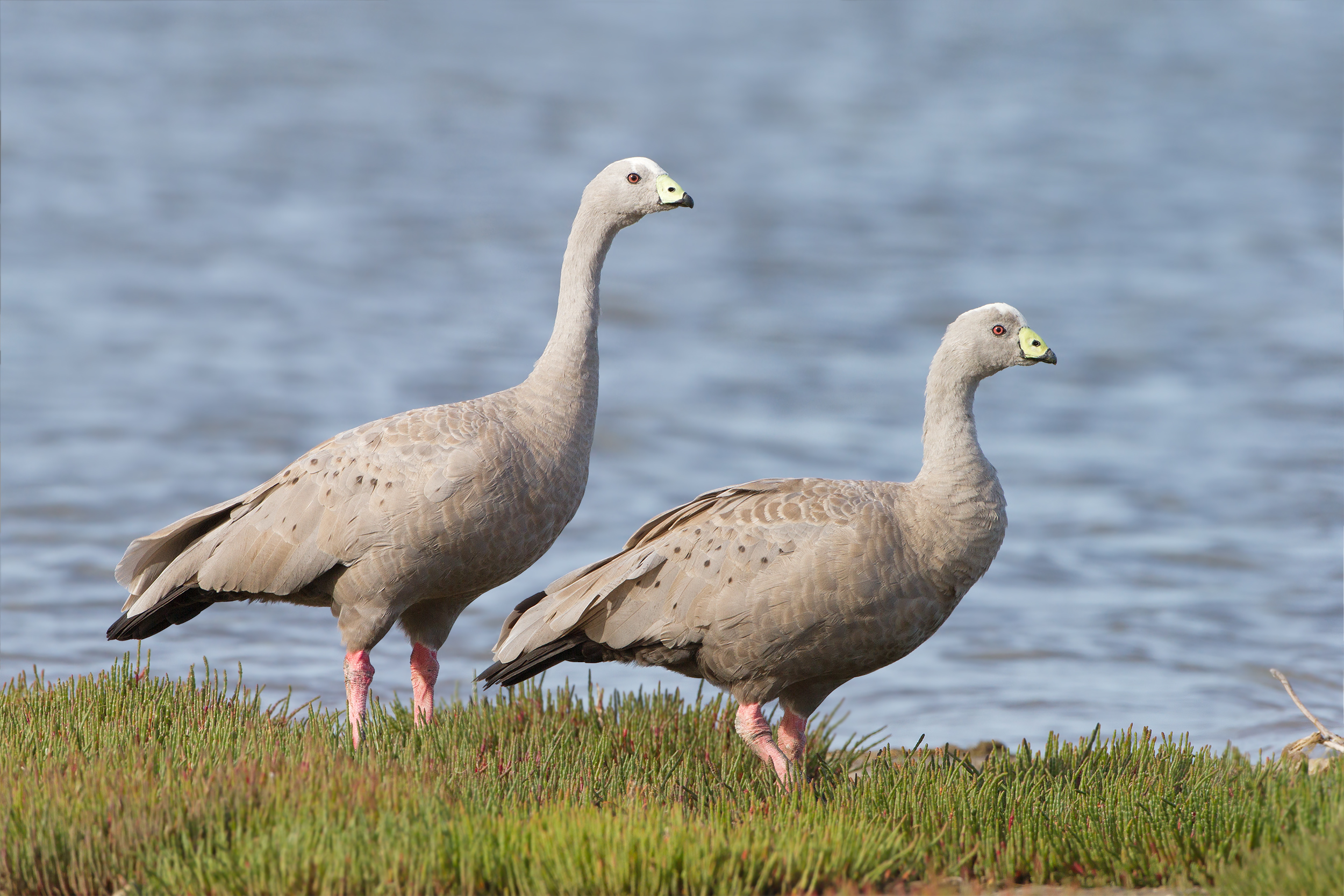
Hönsgås är Cnemiornis-arternas förmodade närmaste släkting.

Cnemiornis är ett utdött fågelsläkte i familjen änder inom ordningen andfåglar. Släktet omfattar två arter som förekom i Nya Zeeland och dog ut under holocen:
- Sydögås (C. calcitrans)
- Nordögås (C. gracilis)